# Corina Casanova
Corina Casanova (Ilanz, 4 gennaio 1956) è una politica svizzera, cancelliera federale della Confederazione elvetica dal 2008 al 2015.

## Biografia
Grigionese di nascita e di formazione, nel cantone d'origine ha conseguito la maturità nel 1977, per poi ottenere la laurea in giurisprudenza presso l'Università di Friburgo, nel 1982. Nel 1984 ha ottenuto l'abilitazione alla professione di avvocata nei Grigioni, esercitando per due anni la professione all'interno dello studio di Giusep Nay, ex-presidente del Tribunale Federale. Poco dopo è stata nominata delegata del Comitato Internazionale della Croce Rossa, che, fra il 1986 e il 1990, l'ha inviata in Sudafrica, Angola, Nicaragua ed El Salvador.
Tornata in Svizzera, ha cominciato a lavorare presso l'Assemblea federale, dove, dal 1992, è stata responsabile del servizio di informazioni. Nel 1996 è stata chiamata al Dipartimento federale degli affari esteri, dove ha fatto parte dello stato maggiore dell'allora consigliere federale responsabile Flavio Cotti, divenendo in seguito capo di gabinetto di Joseph Deiss, successore di Cotti al dipartimento nel 1999. Nell'agosto 2005, è stata eletta all'ufficio di Vice-Cancelleria Federale dal parlamento, che, poi, nel dicembre 2007, l'ha eletta Cancelliera Federale. Ha mantenuto questa carica fino al 31 dicembre 2015.
Casanova è iscritta al Partito Popolare Democratico e parla sei lingue: romancio, tedesco, italiano, francese, inglese e spagnolo.